# 대장균속

대장균속(학명: Escherichia)은 그람 음성균에 속하는 속으로, 하위 종에는 대장균(E. coli), 이질균(Shigella) 등의 식중독 세균들이 속해 있다. 장내세균과에 속한다.

## 같이 보기
- O-157